# Курвошский Погост
Курвошский Погост — деревня в Вытегорском районе Вологодской области.
Входит в состав Оштинского сельского поселения, с точки зрения административно-территориального деления — в Оштинский сельсовет.
Расположена на правом берегу реки Сепручей. Расстояние по автодороге до районного центра Вытегры — 74 км, до центра муниципального образования села Ошта — 14 км. Ближайшие населённые пункты — Карданга, Ручей, Симаново.
По переписи 2002 года население — 177 человек (82 мужчины, 95 женщин). Преобладающая национальность — русские (95 %).